# Edino Krieger

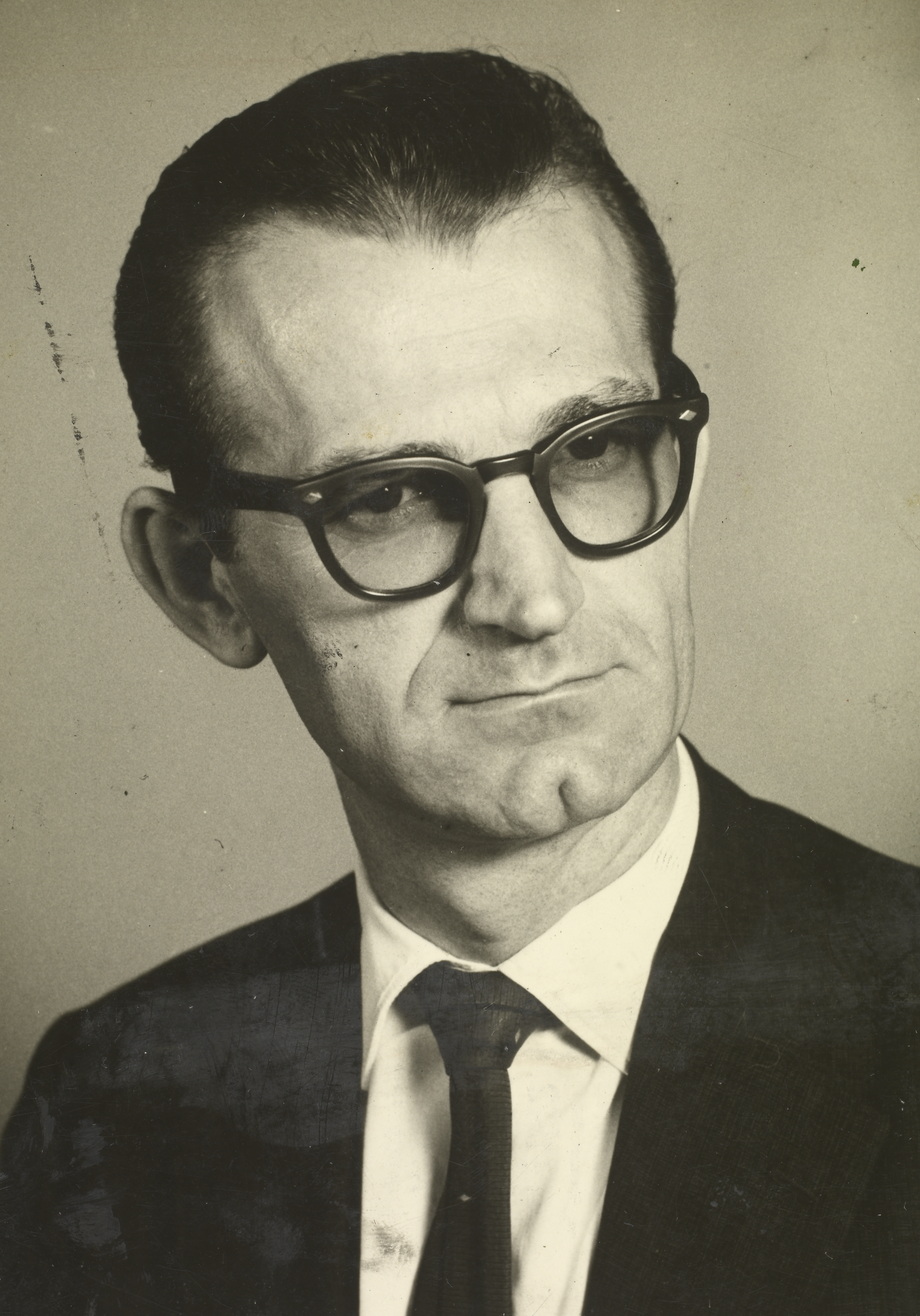
Edino Krieger, 1972.

Edino Krieger (* 17. März 1928 in Brusque, Santa Catarina, Brasilien; † 6. Dezember 2022 in Rio de Janeiro) war ein brasilianischer Geiger, Komponist und Dirigent sowie Gründer des örtlichen Konservatoriums.

## Leben

### Ausbildung
Er bekam ab dem 7. Lebensjahr Violinunterricht bei seinem Vater Aldo Krieger. Bereits mit neun Jahren gab er in verschiedenen Städten Brasiliens erste Konzerte. 1942, mit 14 Jahren, erhielt er ein Regierungsstipendium des Bundesstaates Santa Catarina, um seine Ausbildung am Conservatório Brasileiro de Música in Rio de Janeiro fortzusetzen. Dort lernte er Kontrapunkt, Harmonielehre und Komposition bei Hans-Joachim Koellreutter.
Ausgehend von der Ästhetik des Impressionismus (Improviso für Flöte, 1944) entwickelte er sich zunächst in Richtung serieller Musik, z. B. mit dem Trio für Bläser Música 1945, für das er den Preis Música Viva bekam. Aufgrund dieses Erfolgs wurde er neben Hans-Joachim Koellreutter, Cláudio Santoro, César Guerra-Peixe und Eunice Katunda Mitglied der gleichnamigen Gruppe von avantgardistischen Komponisten.
Als Gewinner eines Wettbewerbs wurde Krieger 1948 ein Weiterstudium bei Aaron Copland am Berkshire Music Centre in Massachusetts, USA, ermöglicht, wo er überdies Unterricht bei Darius Milhaud nahm. Anschließend belegte er ein Jahr lang das Fach Komposition bei Peter Mennin an der Juilliard School of Music in New York. Im gleichen Jahr vertrat Krieger die Juilliard-Schule beim Symposium für Komponisten aus den USA und Kanada in Boston. In der gleichen Zeit studierte er Violine bei William Nowinsky, einem Schüler von Ivan Galamian, an der Henry Street Settlement School of Music und nahm nebenher ein Engagement als Violinist im Mozart Orchester New York wahr.

### Wirken
1949 nach Brasilien zurückgekehrt, produzierte Krieger als Musikdirektor des Radio Ministério da Educacão (Radio Erziehungsministerium) dessen Musikprogramme. Parallel dazu übernahm er das Management des Orquestra Sinfônica Nacional. Von 1950 bis 1952 war er Musikkritiker der Tageszeitung Tribuna da Imprensa. 1952 nahm er bei Ernst Krenek am Dritten Internationalen Sommerkurs in Teresópolis bei Rio de Janeiro teil. In dieser Zeit wandte er sich von der seriellen Musik ab zugunsten weiter- und tieferführender Experimente mit traditioneller Formensprache und brasilianischen Themen. 1952/53 studierte er ein Jahr lang bei Lennox Berkeley an der Royal Academy of Music in London.
Mit seinen Variações Elementares, die noch in dem Jahr, in dem er sie geschrieben hatte (1965), beim 3. Interamerikanischen Musikfestival in Washington uraufgeführt wurden, leitete er eine Synthese seiner bisherigen musikalischen Erfahrungen ein und verwendete von da an sowohl avantgardistische Mittel als auch solche aus der musikalischen Tradition Brasiliens. Im folgenden Jahr fand anlässlich des 3. Musikfestivals in Caracas die Uraufführung seines  Werks „Ludus Symphonicus“ durch das Symphonieorchester Philadelphia statt.
Neben seiner kompositorischen Arbeit betätigte sich Krieger in den folgenden Jahren auch als Kopf verschiedener Musikinstitutionen, als Leiter von großen Veranstaltungen und als Journalist für die Tageszeitungen Tribuna da Imprensa und Jornal do Brasil. Er gründete und organisierte in den Jahren 1969 und 1970 das Festival de Música da Guanabara (Musikfestival von Guanabara), aus dem ab 1975 die Bienal de Música Brasileira Contemporânea (Biennale für zeitgenössische brasilianische Musik) hervorging, die er bis 1997, bis zu ihrer 12. Ausgabe leitete. 1976 übernahm er die künstlerische Leitung der Fundação (Stiftung) de Teatros do Rio de Janeiro (FUNTERJ). In dieser Funktion organisierte er die Saison der Wiedereröffnung des großen alten Theatro Municipal von Rio de Janeiro sowie die „Theaterinszenierungen Inhaúma“. Drei Jahre später rief er für das Instituto Nacional de Música der Nationalen Stiftung für Kunst (FUNARTE) das Projekt „Pro-Memus - Memória Musical Brasileira“ ins Leben. Diesem Institut stand er von 1981 bis 1989 als Direktor vor. Anschließend übernahm er das Amt des Präsidenten der FUNARTE.
1996 fand Krieger zu Ehren in Tokio eine Woche mit sechs Vorträgen von ihm statt, neben der Aufführung etlicher seiner Orchester- und Kammermusikwerke durch japanische Ensembles. Im Jahr 2000 hielt er sich zu Vorträgen und Seminaren in Berlin und Karlsruhe auf. Im Rahmen des Festivals „500 Jahre Brasilien“ gelangten in Karlsruhe sechs seiner Werke zur Aufführung.
Schon das Jahr 2002 sah ihn in Karlsruhe wieder, dieses Mal als Gastkomponist an der Musikhochschule. Im folgenden Jahr wurde er zum Präsidenten des „Museums für Bild und Ton“ ernannt und 2005 übernahm er im dritten Mandat die Präsidentschaft an der „Brasilianischen Akademie für Musik“ sowie die Leitung des Konzertsaals „Sala Cecília Meireles“.
Anlässlich der 37. Internationalen Winterfestspiele in Campos de Jordão 2006 fand die Welturaufführung seiner Ritmetrias für Orchester statt.
Außer in den schon genannten Städten wurden Werke von Edino Krieger u. a. auch in  London, Paris, München, Lüttich, Brüssel, Buenos Aires, Córdoba, New York und Philadelphia aufgeführt.

## Werke (Auswahl)
- 1988 – "3 Imagens de Nova Friburgo" (Drei Ansichten von Nova Friburgo) für Streicher und Cembalo
- 1989 – "Romance de Santa Cecília" für Erzähler, Sopran, Kinderchor und Orchester
- 1993/94 – Konzert für zwei Gitarren und Orchester
- 1994 – "Camerata" für 6 Instrumente
- 1997 – "Telas Sonoras" (Klang-Leinwände) für Streichquartett
- 1997 – "Te Deum Puerorum Brasiliae" für Knabenchor, gregorianischen Chor, Blech- und Schlaginstrumente (unter Verwendung von Elementen aus den drei Tonsystemen, welche die brasilianische Musikkultur geformt haben: Gregorianik, indianische Musik und "o nordestino", die typische Musik des Nordostens Brasiliens), komponiert für die Feierlichkeiten anlässlich des Papstbesuchs in Rio de Janeiro
- 1999 – "Embalos" für Bläserquintett – "Terra Brasilis", symphonisches Gemälde, im Auftrag des Kulturministeriums anlässlich der Gedenkfeierlichkeiten zur 500-Jahr-Feier der Entdeckung Brasiliens
- 2000 – "Era do Conhecimento" (Zeitalter der Erkenntnis), Kantate für den 80sten Jahrestag der Gründung der Universidade Federal Rio de Janeiro
- 2001 – "Estudos Intervalares" (Intervall-Studien für Klavier)
- 2004 – "Variações Carnavalescas" (Karnevalsvariationen) für Marimba
- 2005 – Konzert für Cello und Orchester – Konzertsuite für Gitarre und Orchester
- 2006 – "Ritmetrias" für Orchester
- 2007 – "Abertura Solene" (Feierliche Eröffnung) für Orchester, für die Gedenkfeierlichkeiten im Jahr 2008 zu den 200 Jahren seit der Ankunft des portugiesischen Hofs in Brasilien

## Preise und Ehrungen
- 1945: Prêmio Música Viva (für das Trio für Bläser „Música 1945“)
- 1948: Erster Preis im Kompositionswettbewerb des Berkshire Music Centre, USA
- 1955: Internationale Friedenspreis der Warschauer Festspiele (für die Vertonung von „If We Die“ von Ethel Rosenberg) – Preis der Rottelini-Stiftung, Rom, Italien
- 1959: Erster Preis im 1. Nationalen Kompositionswettbewerb für „Divertimento für Streicher“ – Ehrenplakette  aus Anlass des fünfzigjährigen Bestehens desTheatro Municipal (Stadttheater) Rio de Janeiro
- 1967: Goldmedaille des Liedfestivals Rio de Janeiro für „Fuge e Anti-Fuga“
- 1968: Goldmedaille des Liedfestivals Rio de Janeiro für „Passacalha“
- 1968: Brasilianischer Schallplattenpreis (für eine Aufnahme des Streichquartetts No. 1) – Preis des Brasilianischen Filminstituts für die beste Filmmusik des Jahres
- 1969: „Goldener Delphin“ des Kulturrats des Staates Rio de Janeiro
- 1974, 1975, 1988 und 2006: Preis der Kunstkritiker von Sao Paulo
- 1978: Preis des Gouverneurs des Staates São Paulo für die Musik zu dem Film „O Seminarista“
- 1984: Kultur-Verdienstorden des polnischen Ministeriums für Kultur und Künste
- 1986: Anita Garibaldi-Medaille für kulturelle Verdienste
- 1987: Shell-Preis für brasilianische Musik
- 1994: Nationalpreis für Musik des brasilianischen Kultusministeriums
- 1998: Ehrungen aus Anlass des 70. Geburtstags, darunter – Zyklus von fünf Konzerten im Kulturzentrum der Banco do Brasil unter dem Titel „Edino Krieger: Trajetória Musical“; Carlos-Gomes-Medaille des Staates Rio de Janeiro; Kultur-Verdienstmedaille Rui Barbosa des Staates Rio de Janeiro; Pedro Ernesto-Medaille der Stadt Rio de Janeiro
- 2000: Brasilianischer Verdienstorden für Beiträge zur brasilianischen Kultur – Kulturelle Verdienstmedaille des Bolschoi-Theaters Moskau, Russland
- 2002: Ehrendoktorwürden der Universidade do Rio de Janeiro (Uni-Rio) und der Universidade Federal do Rio de Janeiro (UFRJ)
- 2004: Nationalpreis für Literatur und Kunst „Jorge Amado“, gestiftet von der Regierung des Staats Bahia, vergeben für klassische Musik

Krieger war Ehrengast bei der europäischen Uraufführung seines Konzerts für zwei Gitarren und Streicher in Brüssel, Belgien, durch das Duo Assad und bei der Eröffnung der Konzertsaison in Córdoba, Spanien, mit demselben Werk, ausgeführt vom Duo Assad und dem Orquestra de Córdoba unter Leo Brouwer. Er hatte zudem die Leitung des Philharmonischen Orchesters Südwestfalen bei der Aufführung seines Canticum Naturale in Köln.